# History Today
History Today ist ein illustriertes Monatsmagazin, das einem möglichst breiten Publikum seriös aufbereitete geschichtliche Ereignisse näher bringt. Die erste Ausgabe  erschien in London im Januar 1951. Das Magazin deckt alle Epochen und geografischen Regionen ab und veröffentlicht Artikel der traditionell erzählten Geschichte sowie neue Forschungsergebnisse und Geschichtsschreibung.
Eine Schwesterpublikation namens History Review, welche dreimal im Jahr erschien (letzte Ausgabe im April 2012, danach eingestellt) lieferte Informationsmaterial für Geschichtsstudenten der Reformierte Oberstufe.

## Geschichte
Das Magazin wurde 1951 vom Politiker (u. a. MP und Informationsminister) Brendan Bracken (1901–1958) gegründet, welcher auch ein erfolgreicher Zeitungsherausgeber war. Seit 1981 befindet sich die Zeitschrift in unabhängiger Leitung. Mitgründer und -herausgeber bis 1979 waren der Schriftsteller Peter Quennell und der Historiker Alan Hodge; sie wurden abgelöst von Michael Crowder (1979–81); Michael Trend (1981–82); Juliet Gardiner (1981–85); Gordon Marsden (1985–97) und Peter Furtado (1997–2008). Aktueller Herausgeber ist seit 2008 Paul Lay [Stand Dezember 2020].
Alles, was das Magazin seit 1951 publizierte findet sich auf ihrer Onlineausgabe (auch alles von History Review). Seit 2012 gibt es auch eine digitale Ausgabe, welche auf allen digitalen Medien, wie Tablets oder per Smartphone-App gelesen werden kann.
Eine Buchveröffentlichung erfolgte 1995 unter dem Titel The History Today Companion to British history, welche auf 840 Seiten 4.500 breit gestreute, historische Einträge bietet.
Die Abteilungen für Geschichte der Ohio State University und der Miami University betrachten die Zeitschrift als „Best in History Online pick“ (Beste Auswahl) und als „ein Geschichtsmagazin, das einem breiten Publikum seriös [aufbereitete] Geschichte näher bringen will.“

## Autoren
History Today gibt seine Artikel im Allgemeinen direkt akademischen Autoren und Historikern in Auftrag, akzeptiert aber auch unaufgeforderte Beiträge von freiberuflichen Historikern und anderen, wenn der Artikel als professionelle Geschichtsabhandlung von großem Interesse oder von akademischem Wert angesehen wird.

## Preisverleihungen
Seit 1997 veranstaltet der Longman History Today Charitable Trust, eine gemeinnützige Organisation, bestehend aus dem Verlag Longman und History Today, eine jährliche Preisverleihung, bei der  Personen und Autoren vorgestellt werden, die ein breiteres Verständnis und eine größere Begeisterung für Geschichte gefördert haben.
Die Preise werden für das Buch des Jahres vergeben, ebenso für ein zweites Buch, den Historical Picture Researcher (Bildrecherche) des Jahres, einen Dissertationspreis für Studenten (seit 2003) und der Trustees Award (Kuratorpreis) für eine Person oder Organisation, die einen wichtigen Beitrag zur Geschichtsforschung geleistet hat.